# Сальвемини, Гаэтано (футболист)
Гаэта́но Сальве́мини (итал. Gaetano Salvemini; 15 февраля 1942, Мольфетта, Италия — 6 сентября 2024, Реджо-нель-Эмилия, Италия) — итальянский футболист и тренер.

## Карьера
Является воспитанником «Милана». Выступал на поле на позиции полузащитника за разные итальянские команды. Наибольших успехов добился в составе «Венеции», с которой Сальвемини победил в Серии B и провел пару сезонов в элите. В сезоне 1968/69 находился в заявке «Интер», но за команду так и не сыграл.
Завершил свою карьеру Сальвемини в 36 лет в «Эмполи», после чего он сразу же возглавил клуб. После своего второго прихода в этот клуб, специалист впервые в истории вывел «синих» в Серию А. Там он проработал с ними два сезона. В 1989 году Сальвемини уже вывел в элиту «Бари», который он через год привел к победе в Кубке Митропы. С командой практиковал экзотическую по тому времени схему 3-4-2-1.
Затем тренировал ряд коллективов из Серии B.
Сальвемини умер в своём доме в Реджо-нель-Эмилии 6 сентября 2024 года в возрасте 82 лет.

## Достижения

### Футболиста
- Чемпион Серии B: 1965/66

### Тренера
- Обладатель Кубка Митропы: 1990
- Обладатель Англо-итальянского кубка: 1995/96